# George Kennedy
George Kennedy, född 18 februari 1925 i New York, död 28 februari 2016 i Middleton i Idaho, var en amerikansk skådespelare.

## Biografi
Kennedys far var orkesterledare och hans mor dansare, och Kennedy stod på scen redan som tvååring. Under ungdomsåren framträdde han mycket i radio. Han tog värvning i USA:s armé under andra världskriget och stannade sedan i armén i sexton år med kapten som slutgrad.
När han återvände till det civila fick han arbete som teknisk rådgivare för TV-serien Sergeant Bilko. Kennedy filmdebuterade år 1961. Då han var en stor och kraftig man fick han först roller som brutala typer, men med åren fick han mer mjuka, sympatiska roller.
Han vann en Oscar för bästa manliga biroll för sin roll i filmen Rebell i bojor 1967.
Kennedy är den enda skådespelaren som medverkade i alla Airport-filmerna. Han spelade rollen som Carter McKay i TV-serien Dallas.

## Filmografi (i urval)
- Viddernas man (1962)
- Charade (1963)
- Hysch, hysch, Charlotte! (1964)
- 7 tappra män (1965)
- Flykten från öknen (1965)
- Katie Elders fyra söner (1965)
- 12 fördömda män (1967)
- Rebell i bojor (1967)
- Den brända ranchen (1967)
- Bandolero! (1968)
- Airport – flygplatsen (1970)
- Pengar eller livet (1971)
- Bortom horisonten (1973)
- Jordbävningen (1974)
- Thunderbolt och Lightfoot (1974)
- Katastroflarm (1974)
- Öga för öga (1975)
- Haveriplats: Bermudatriangeln (1977)
- Döden på Nilen (1978)
- Airport 80 - Concorde (1979)
- Bolero (1984)
- Styrka Delta Force (1986)
- Den nakna pistolen (1988)
- Dallas (1988–1991)
- Den nakna pistolen 2 ½: Doften av rädsla (1991)
- Nakna pistolen 33⅓: Den slutgiltiga förolämpningen (1994)
- Katter dansar inte (1997) (röst)
- Små soldater (1998) (röst)
- Three Bad Men (2005)